# Lim Chang-gyoon
Đây là một tên người Triều Tiên, họ là Lim.
Lim Chang-Gyoon (tiếng Hàn: 임창균; sinh ngày 19 tháng 4 năm 1990) là một cầu thủ bóng đá Hàn Quốc thi đấu ở vị trí tiền vệ cho Suwon FC ở K League 2.

## Sự nghiệp

### Bucheon FC 1995
Anh được lựa chọn bởi Bucheon FC ở đợt tuyển quân K League 2013. Anh ghi bàn thắng đầu tiên vào ngày 23 tháng 3 trước Goyang Hi FC. Trong mùa giải đó, anh có 32 lần ra sân với 5 bàn thắng và 7 pha kiến tạo.

### Gyeongnam FC
Sau mùa giải 2013, anh chuyển đến Gyeongnam FC, là đội bóng ở K League Classic.

### Seongnam FC
Mùa hè năm 2016, anh chuyển đến Seongnam FC.